# 小畠徹
小畠 徹（おばた とおる、1951年8月19日 - ）は、日本の経営者。

## 経歴
東京都出身。1974年に東京大学法学部第3類（政治コース）を卒業した後に、同年に新日本製鐵に入社。取締役、常務を経て、2011年6月にNSユナイテッド海運社長に就任。2018年に東日本高速道路社長に就任した。